# Ле-Мениль-о-Грен
Ле-Мени́ль-о-Грен (фр. Le Mesnil-au-Grain) — коммуна во Франции, находится в регионе Нижняя Нормандия. Департамент коммуны — Кальвадос. Входит в состав кантона Вилле-Бокаж. Округ коммуны — Кан.
Код INSEE коммуны — 14412.

## Население
Население коммуны на 2010 год составляло 63 человека.
| 1962 | 1968 | 1975 | 1982 | 1990 | 1999 | 2010 |
| ---- | ---- | ---- | ---- | ---- | ---- | ---- |
| 55   | 40   | 40   | 37   | 50   | 57   | 63   |

## Экономика
В 2010 году среди 42 человек трудоспособного возраста (15—64 лет) 32 были экономически активными, 10 — неактивными (показатель активности — 76,2 %, в 1999 году было 61,9 %). Из 32 активных жителей работали 31 человек (16 мужчин и 15 женщин), безработной была 1 женщина. Среди 10 неактивных 2 человека были учениками или студентами, 5 — пенсионерами, 3 были неактивными по другим причинам.